# ضربه زدن (فیلم)
ضربه زدن (به تامیلی: Adi Thadi) و (به انگلیسی: Whacking) فیلمی هندی محصول سال ۲۰۰۴ و به کارگردانی تی. شیوراج است. در این فیلم بازیگرانی همچون ساتیاراج، عباس، ناپلئون، راتی آروماگام و سوکانیا ایفای نقش کرده‌اند.